# فلسفه محیط زیست
فلسفه محیط زیست (به انگلیسی: Environmental philosophy) شاخه‌ای از فلسفه است که مربوط به محیط طبیعی و جایگاه انسان در آن است. پرسش‌های مهمی در ارتباط با روابط زیست‌محیطی انسان در این شاخه از فلسفه مطرح می‌شود؛ از جمله «وقتی از طبیعت صحبت می‌کنیم منظورمان چیست؟» «ارزش طبیعت چیست، یعنی محیط غیر از انسان در رابطه با ما یا خودش؟» «چگونه باید به چالش‌های زیست‌محیطی مانند تخریب محیط زیست، آلودگی و تغییرات آب و هوایی پاسخ دهیم؟» «چطور می‌توانیم رابطه بین جهان طبیعی و تکنولوژی و توسعه انسانی را به نحو احسن درک کنیم؟» و «جایگاه ما در دنیای طبیعی کجاست؟» به این ترتیب، این فلسفه به عنوان زمینه‌ای برای مقابله با چالش‌های قرن ۲۱ موقعیت منحصر به فرد خود را دارد. فلسفه محیط زیست شامل اخلاق محیط زیست، زیبایی‌شناسی محیط زیست، بوم‌فمینیسم، هرمنوتیک محیط زیست و الهیات محیط زیست است. برخی از زمینه‌های اصلی علاقه‌مندی فیلسوفان محیط زیست عبارتند از:
- تعریف محیط زیست و طبیعت
- چگونگی ارزش‌گذاری محیط زیست
- وضعیت اخلاقی جانوران و گیاهان
- گونه‌های در معرض خطر
- محیط زیست و بوم‌شناسی ژرف‌نگر
- ارزش زیباشناختی طبیعت
- ارزش ذاتی
- بیابان
- بازسازی طبیعت
- در نظر گرفتن نسل‌های آینده[۱]
- بوم‌پدیده‌شناسی